# Enrique García (futbolista)
Enrique García (Santa Fe, 20 de noviembre de 1912 - 23 de agosto de 1969), apodado el Chueco, fue un futbolista argentino, que se desempeñó como extremo izquierdo. Es ampliamente considerado por especialistas, exfutbolistas y aficionados como uno de los mejores left-wingers en la historia del fútbol argentino.
Debutó en Brown, para luego pasar a Gimnasia y Esgrima, ambos de ciudad natal, Santa Fe. Se trasladó a Rosario Central, donde rápidamente adquirió renombre a nivel nacional por su talento. Varios equipos grandes de Argentina intentaron ficharlo, incluido Independiente, que negoció su incorporación, pero no logró concretar la transferencia. Finalmente, fue Racing Club quien se quedó con el jugador.
En Rosario Central disputó 98 partidos y marcó 33 goles. Luego, en Racing, jugó durante nueve años, acumulando 234 encuentros, aunque sin lograr títulos. A pesar de ello, su habilidad en el dribbling lo convirtió en un ídolo del club, siendo reconocido incluso por los rivales. También tuvo una destacada trayectoria con la selección argentina, conquistando la Copa América en dos ocasiones. De los 78 goles que anotó en su carrera, solo dos fueron con su pierna derecha.

## Carrera

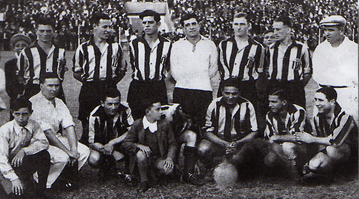
Rosario Central 1933. Hincados: Juan Cagnotti, Julio Gómez, Sebastián Guzmán, Cayetano Potro, Enrique García.

Sus inicios en el fútbol mayor se dieron en el club Brown de la ciudad de Santa Fe. Sus buenas actuaciones lo llevaron a ser contratado por Gimnasia de esa misma ciudad, en el inicio de la era rentada del fútbol en Argentina. Allí integró una delantera de excelente nivel apodada Los Pistoleros teniendo como compañeros a Oscar Salas, Tomás Loyarte, Gabriel Magán y Genaro Cantelli. A principios de 1932 fue nuevo jugador de Rosario Central.
El canalla se encontraba por entonces jugando aún en los torneos de la Asociación Rosarina de Fútbol. Luego de un arranque irregular en las dos primeras temporadas del profesionalismo, comenzó a cimentar las bases de un equipo más competitivo, iniciándose también la gestación de una de las más famosas delanteras del club: Juan Cagnotti, Julio Aurelio Gómez, Sebastián Guzmán, Cayetano Potro y García.
Deslumbró con su juego vistiendo la casaca auriazul entre 1933 y 1935, transformándose en el ídolo de Osvaldo Bayer y un niño Ernesto Che Guevara. Su gran habilidad para manejar la pierna izquierda y la velocidad y precisión de sus desbordes y asistencias lo confirmaron como uno de los mejores futbolistas de la época. En Rosario Central disputó 98 partidos y convirtió 33 goles. Tres de estas anotaciones fueron en partidos válidos por el clásico rosarino ante Newell's Old Boys: el 14 de mayo de 1933 marcó un gol en el empate 2-2 en Arroyito; el 19 de noviembre de ese mismo año convirtió el único tanto del encuentro disputado en terreno neutral y por la Copa Beccar Varela, que significó el primer enfrentamiento entre los sempiternos rivales por un torneo de AFA en la era profesional; y el 15 de abril de 1934 en el triunfo centralista 3-1 en el Parque.
Iniciado el año 1936, los dirigentes de Independiente arribaron a Rosario con el propósito de adquirir en forma íntegra la delantera de Rosario Central. La cotización dada por el club rosarino hizo desistir a los de Avellaneda, y García fue finalmente adquirido unos días después por Racing Club, que pagó $40.000 pesos de la época por el hábil delantero. La venta del jugador suscitó diferencias en el seno de la comunidad canalla, por lo que se sometió a votación por parte de los socios del club la posible salida de García, ganando la moción que aceptaba la venta. Volvería a vestir la casaca auriazul en 1939, al disputarse un partido amistoso entre el canalla y un seleccionado de la Primera División de Argentina, con motivo de la celebración del 50.° aniversario de la institución rosarina.
En Racing Club se ganó rápidamente la admiración tanto de la hinchada propia como la de los rivales, así también la de la prensa. Hasta 1944 jugó 228 partidos consecutivos con la camiseta albiceleste, ganándose el apodo de Sarmiento del fútbol, mote que se sumó a otros elogios tales como el Poeta de la Zurda, el Mago, el Fenómeno, el Imparable. Jugó 234 partidos para Racing, marcando 78 goles y convirtiéndose en uno de los ídolos máximos del club. Decidió retirarse de la actividad luego de una operación de meniscos en la rodilla derecha, que tras un año de intentar reinsertarse en el fútbol, lo hizo desistir de dicha posibilidad.
García mostró además de su gran habilidad para jugar al fútbol, una personalidad histriónica, mordaz y hasta irreverente hacia sus rivales. Famosas son sus actitudes tales como la frotar el piso con sus botines por donde él había pasado al realizar una gran jugada y ante la requisitoria para saber qué hacía, manifestaba estar borrando la jugada para que no la copien; también sus diálogos en pleno juego mientras se pasaba la pelota con el Charro Moreno en la Selección Argentina, o asistir al delantero Cassán para que convirtiera un gol, a pedido del relator Fioravanti, así como sus innumerables provocaciones hacia sus marcadores, que ya de por sí lo sufrían por su destreza en el juego.

## Clubes
| Club                          | País      | Año       |
| ----------------------------- | --------- | --------- |
| Brown (Santa Fe)              | Argentina | 1929-1930 |
| Gimnasia y Esgrima (Santa Fe) | Argentina | 1931      |
| Rosario Central               | Argentina | 1932-1936 |
| Racing Club                   | Argentina | 1937-1944 |

## Selección nacional

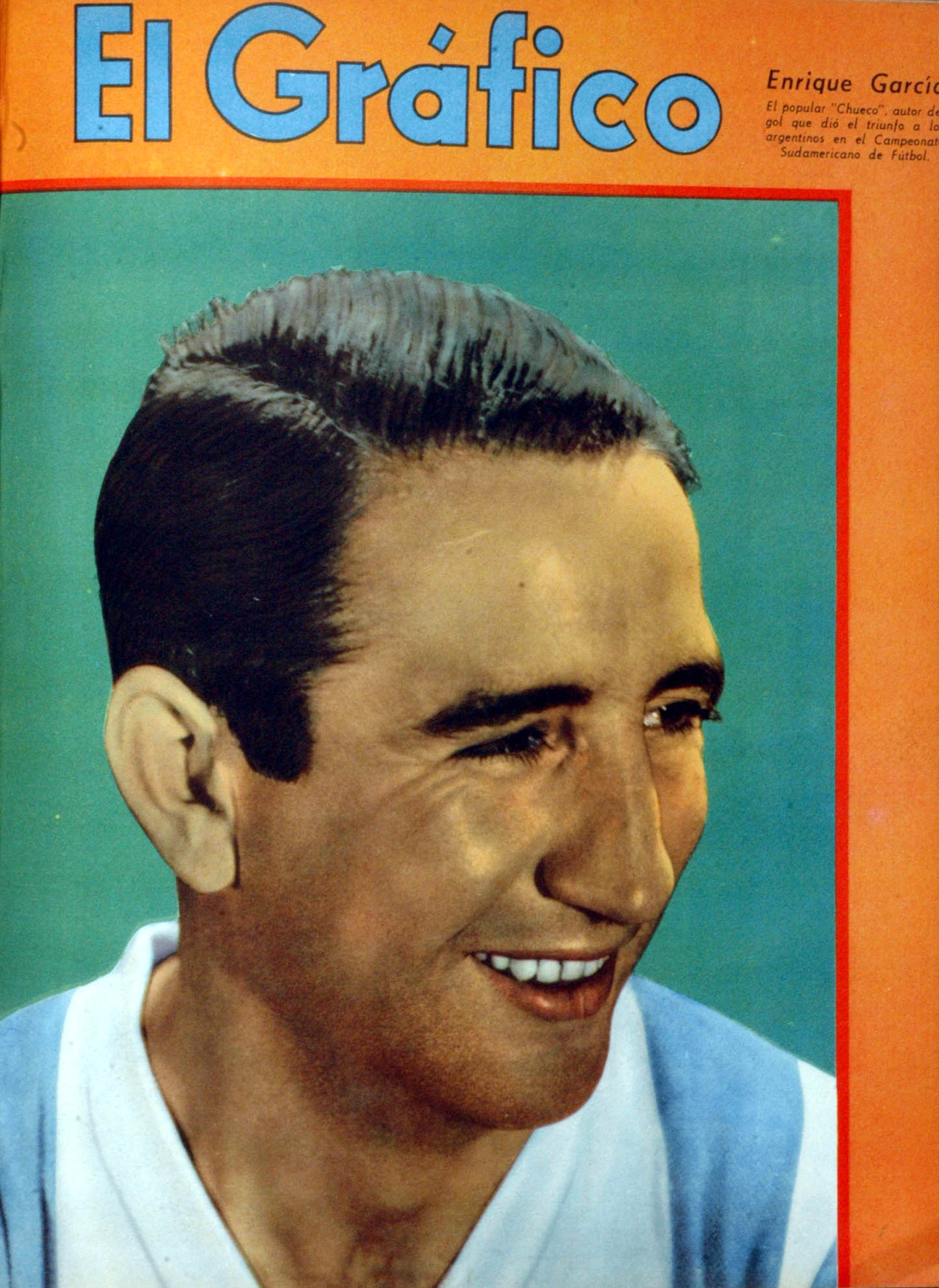
Enrique García con la camiseta de la Selección Argentina

Jugó 35 partidos y convirtió 9 goles. Disputó los Campeonatos Sudamericanos de 1937, 1941 y 1942, triunfando en los dos primeros y siendo subcampeón en el último. Sus primeras convocatorias fueron mientras vestía la casaca de Rosario Central, enfrentando a Uruguay por las copas Héctor Gómez y Juan Mignaburu. Ya afianzado en Racing, fueron constantes sus convocatorias al combinado nacional; tuvo destacadas actuaciones en los Sudamericanos que disputó, así como ante Brasil por la Copa Roca de 1940.

### Participaciones en Copa América
| Torneo                       | Sede      | Resultado  | PJ | Goles |
| ---------------------------- | --------- | ---------- | -- | ----- |
| Campeonato Sudamericano 1937 | Argentina | Campeón    | 6  | 2     |
| Campeonato Sudamericano 1941 | Chile     | Campeón    | 3  | 1     |
| Campeonato Sudamericano 1942 | Uruguay   | Subcampeón | 6  | 2     |

### Participaciones en otros torneos
| Torneo                            | Sede      | Resultado  | PJ | Goles |
| --------------------------------- | --------- | ---------- | -- | ----- |
| Copa Héctor Gómez 1935            | Uruguay   | Campeón    | 1  | 0     |
| Copa Juan Mignaburu 1935          | Argentina | Campeón    | 1  | 0     |
| Copa Juan Mignaburu 1936          | Argentina | Campeón    | 1  | 0     |
| Copa Héctor Gómez 1936            | Uruguay   | Subcampeón | 1  | 0     |
| Copa Newton 1937                  | Uruguay   | Campeón    | 1  | 0     |
| Copa Lipton 1937                  | Argentina | Campeón    | 1  | 1     |
| Copa Juan Mignaburu 1938          | Argentina | Campeón    | 1  | 0     |
| Copa Héctor Gómez 1938            | Uruguay   | Campeón    | 1  | 1     |
| Copa Roca 1939/40                 | Brasil    | Campeón    | 4  | 2     |
| Copa Rosa Chevallier Boutell 1939 | Paraguay  | Campeón    | 2  | 0     |
| Copa Roca 1940                    | Argentina | Campeón    | 2  | 0     |
| Copa Héctor Gómez 1940            | Uruguay   | Subcampeón | 1  | 0     |
| Copa Newton 1942                  | Argentina | Campeón    | 1  | 0     |
| Copa Juan Mignaburu 1943          | Argentina | Campeón    | 1  | 0     |

## Palmarés

### Copa Internacionales
| Equipo              | País                 | Título       | Año  |
| ------------------- | -------------------- | ------------ | ---- |
| Selección Argentina | Bandera de Argentina | Copa América | 1937 |
| Selección Argentina | Bandera de Argentina | Copa América | 1941 |

### Otras copas Internacionales
| Equipo              | País                 | Título                       | Año       |
| ------------------- | -------------------- | ---------------------------- | --------- |
| Selección Argentina | Bandera de Argentina | Copa Héctor Gómez            | 1935      |
| Selección Argentina | Bandera de Argentina | Copa Juan Mignaburu          | 1935      |
| Selección Argentina | Bandera de Argentina | Copa Juan Mignaburu          | 1936      |
| Selección Argentina | Bandera de Argentina | Copa Newton                  | 1937      |
| Selección Argentina | Bandera de Argentina | Copa Lipton                  | 1937      |
| Selección Argentina | Bandera de Argentina | Copa Héctor Gómez            | 1938      |
| Selección Argentina | Bandera de Argentina | Copa Juan Mignaburu          | 1938      |
| Selección Argentina | Bandera de Argentina | Copa Rosa Chevallier Boutell | 1939      |
| Selección Argentina | Bandera de Argentina | Copa Roca                    | 1939-1940 |
| Selección Argentina | Bandera de Argentina | Copa Roca                    | 1940      |
| Selección Argentina | Bandera de Argentina | Copa Juan Mignaburu          | 1942      |
| Selección Argentina | Bandera de Argentina | Copa Newton                  | 1942      |